# Pelicans
Pelicans är en ishockeyklubb i Lahtis i Finland. Klubben har sitt ursprung i sportklubben Viipurin Reipas, som grundades 1891. Viipurin Reipas ändrade namn till Lahden Reipas under femtiotalet då klubben flyttade från Viborg till Lahtis. 1975 ändrade ishockeysektionen av Lahden Reipas namn till Kiekkoreipas och genomförde återigen ett namnbyte  1989 till Hockey Reipas och ånyo 1992 till Reipas Lahti.
1996 grundades Pelicans ur spillrorna av det konkurskörda Reipas. Pelicans nådde FM-ligan 1999 och har tre gånger fått hänga silvermedaljen runt halsen, under vårarna 2012, 2023 och 2024. Pelicans samarbetar med Mestis-klubben Peliitat.
Pelicans hemmahall är Isku Areena som före 2006 bara kallades Lahtis Ishall. Hallen rymmer 5098 åskådare och öppnades 1973.

## Lagledning
- Tränare - Juhamatti Yli-Junnila
- Assisterande tränare - Jussi Silander
- Målvaktstränare - Toni Pasuri
- Sportchef - Janne Laukkanen